# Stazione di Lagonegro
Stazione di Lagonegro vasútállomás Olaszországban, Lagonegro településen.

## Vasútvonalak
Az állomást az alábbi vasútvonalak érintik:
- Sicignano degli Alburni-Lagonegro-vasútvonal

## Kapcsolódó állomások
A vasútállomáshoz az alábbi állomások vannak a legközelebb: